# Cultura Monteoru

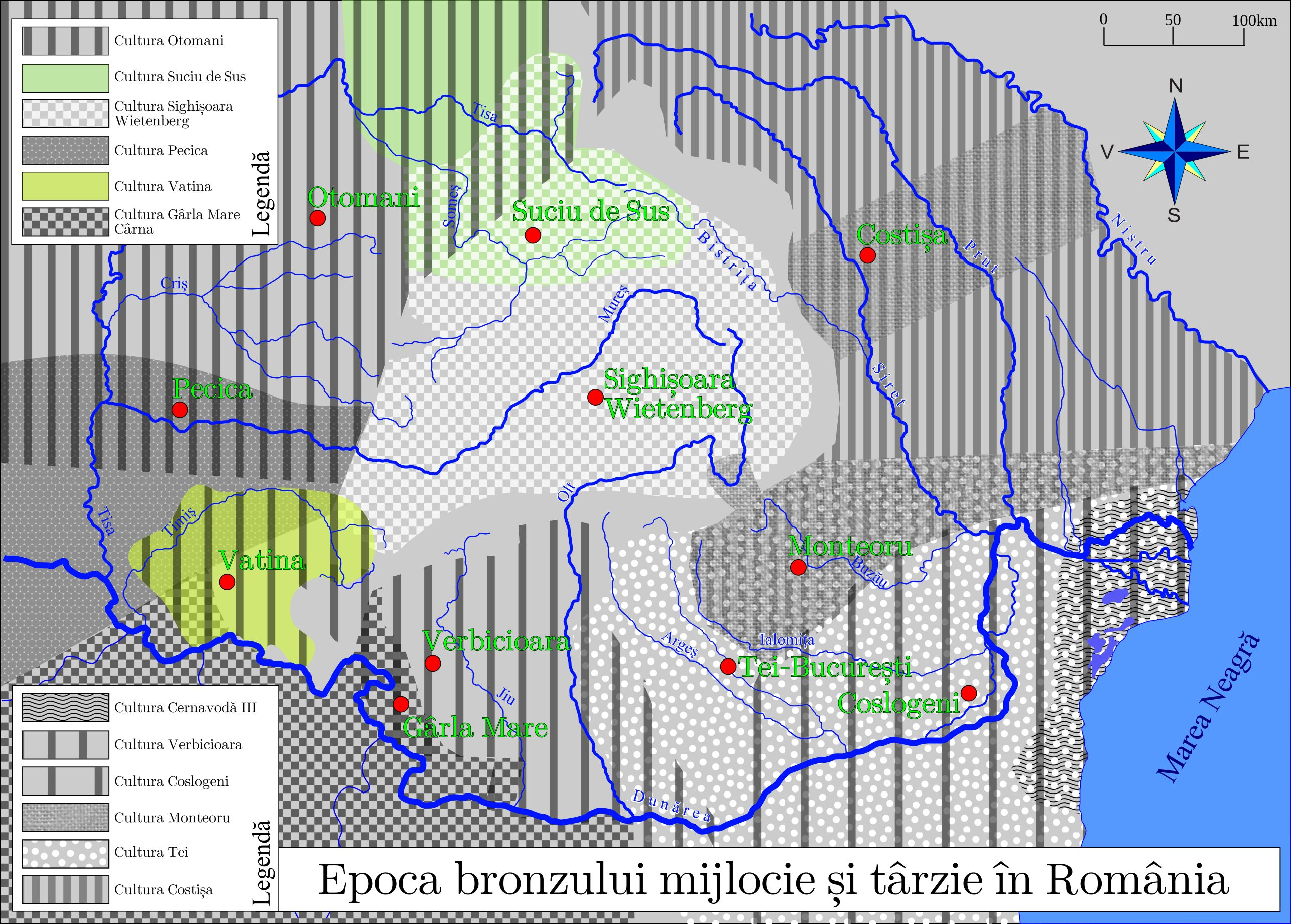
Arealul de răspândire a Culturii Monteoru în România

Cultura Monteoru este una din multele culturi din epoca bronzului (mileniile II-I î.Hr.), descoperită în România.

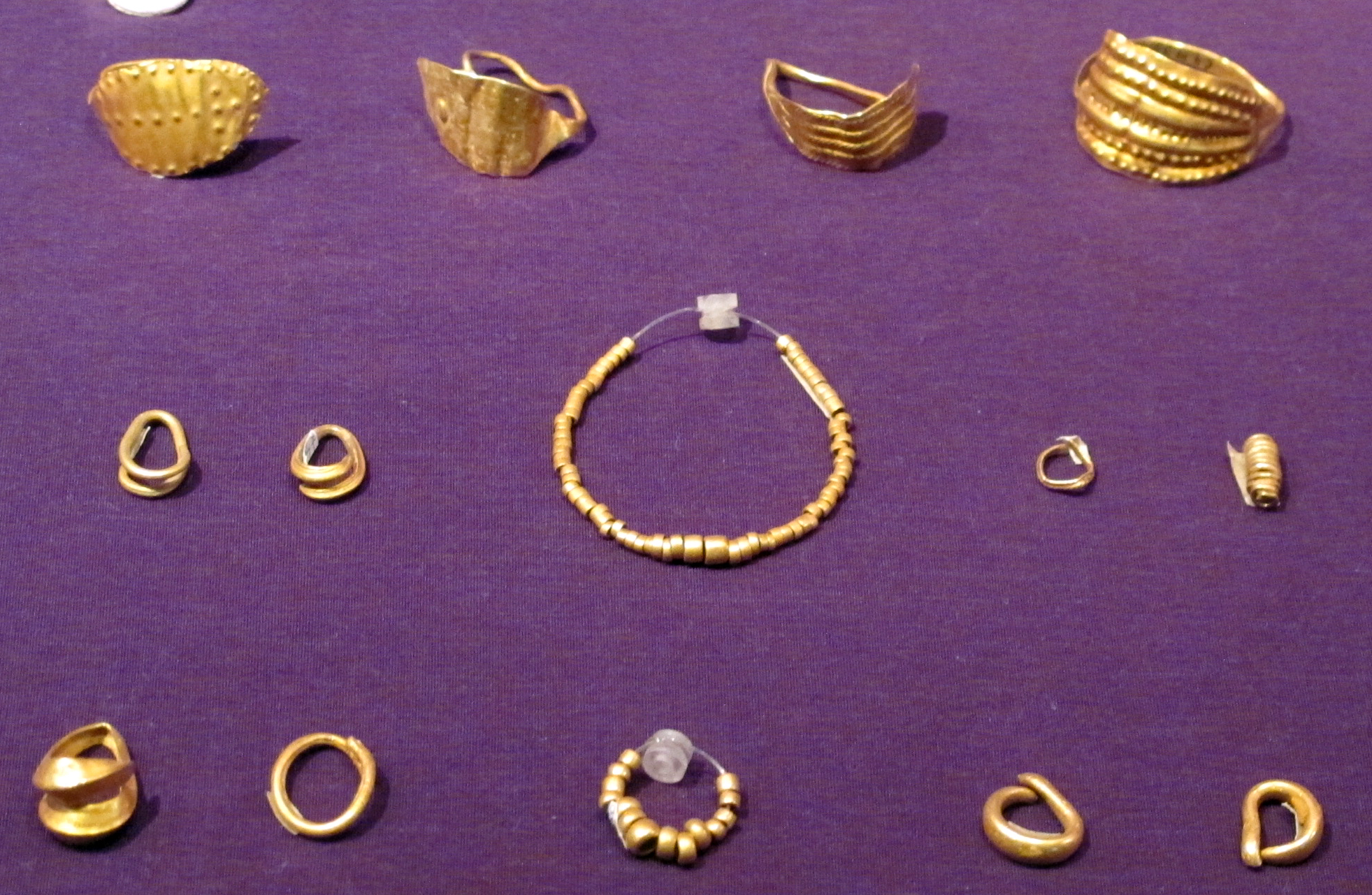
Bijuterii aparținând culturii Monteoru

## Cronologie și arie de răspândire
Cultura Monteoru este împărțită din punct de vedere stratigrafic în două perioade, prima conținând primele 11 straturi, iar cea de-a doua trei. Fazele de final ale primei perioade au fost contemporane cu mormintele regale de la Micene. Această datare a fost făcută pe baza similarității podoabelor, armelor și riturilor funerare.

## Inventar, ceramică
Cultura Monteoru se folosea preponderent de bronz pentru a confecționa arme, unelte, piese de armură, etc. Pentru decorațiuni, folosea atât bronzul, cât și aurul. S-au descoperit obiecte făcute din bronz aurit.

## Așezări
Siturile arheologice aparținând acestei culturi se află în județele:
- Bacău[3]
  - comuna Ardeoani : 
    - sat Leontinești

  - municipiul Bacău
  - comuna Dealu Morii
  - comuna Horgești
  - comuna Izvoru Berheciului
  - comuna Negri:
    - sat Brad - Zargidava

  - comuna Oncești
  - municipiul Onești
  - comuna Pâncești
  - comuna Răcăciuni
  - orașul Târgu Ocna
  - comuna Valea Seacă
- Buzău[4]
  - comuna Berca
  - comuna Bozioru
  - comuna Breaza
  - comuna Cănești
  - comuna Cernătești
  - comuna Colți
  - comuna Gherăseni
  - comuna Merei :
    - sat Izvoru Dulce[5][6]
    - sat Nenciulești[7]
    - sat Sărata Monteoru[8] - prima atestare

  - comuna Năeni
  - comuna Pănătău
  - comuna Pârscov.[9]
  - comuna Pietroasele
  - comuna Podgoria
  - comuna Racovițeni
  - comuna Săpoca
  - comuna Scorțoasa
  - comuna Vernești :
    - sat Cârlomănești

  - comuna Ziduri

- Covasna
  - comuna Brețcu : 
    - sat Brețcu

  - comuna Cernat:
    - sat Cernat

  - municipiul Sfântu Gheorghe
- Dâmbovița
  - comuna Sălcioara : 
    - sat Mircea Vodă

- Neamț
  - Cetatea dacică Petrodava
- Prahova
  - comuna Târgșoru Vechi:
    - sat Târgșoru Vechi

  - comuna Izvoarele
- Vaslui[10]
  - comuna Gârceni:
    - sat Gârceni
- Vrancea[11][12]
  - orașul Adjud (COL LMI92: 40A0002, 40A0003, 40A0005, 40A0007)
  - comuna Andreiașu de Jos (COL LMI92: 40A0008),
  - sat Beciu , comuna Vârteșcoiu (COL LMI92: 40A0013, 40A0037),
  - comuna Bordești (COL LMI92: 40A0022),
  - comuna Dumbrăveni :
    - sat Cândești (COL LMI92: 40A0029),
    - sat Dragosloveni (COL LMI92: 40A0034, 40A0035),

  - sat Coroteni comuna Slobozia Bradului (COL LMI92: 40A0030)
  - sat Fitionești (COL LMI92: 40A0038),
  - sat Gugești (COL LMI92:40A0039),
  - sat Muncelu (COL LMI92: 40A0044, 40A0045),
  - orașul Mărășești (COL LMI92: 40A0051),
  - sat Văleni (COL LMI92: 40A0058, 40A0059),
  - comuna Negrilești
  - orașul Odobești (COL LMI92: 40A0048)
  - comuna Ruginești
  - comuna Străoane